# Shirk
Shirk, er inden for islam troen på polyteisme, troen på mere end en gud, eller at værdsætte noget højere end Allah, hvilket indenfor islam er den eneste synd der næsten aldrig gives tilgivelse for. Shirk polyteisme kan kun tilgives hvis tre kriterier er opfyldt:
- Man skal inderligt angre sin handling (shirk) og søge tilgivelse tawbah.
- Man skal acceptere at handlingen er forbudt og tilstræbe sig på at undgå den, og ikke have noget ønske om nogensinde at udføre den igen.
- Ens intention for at angre og søge tilgivelse skal være at man søger Guds (Allahs) tilfredshed og intet andet. Derfor må man f.eks. ikke søge tilgivelse for at andre skal syntes bedre om en.

| Islam | Spire Denne islamartikel er en spire som bør udbygges. Du er velkommen til at hjælpe Wikipedia ved at udvide den. |